# Leslie Byrne
Leslie Larkin Byrne, född Beck 27 oktober 1946 i Salt Lake City i Utah, är en amerikansk politiker (demokrat). Hon var ledamot av USA:s representanthus 1993–1995.
Byrne tillträdde 1993 som kongressledamot och efterträddes 1995 av Thomas M. Davis.